# Hable con ella
Hable Con Ella es un melodrama psicológico español de 2002, escrito y dirigido por Pedro Almodóvar y producido por Agustín Almodóvar y Michel Ruben. Protagonizado por Javier Cámara, Leonor Watling, Darío Grandinetti, Rosario Flores y Geraldine Chaplin. La película trata sobre dos hombres que construyen una amistad poco convencional mientras cuidan en un hospital a dos mujeres que están en coma. 
La película fue un éxito comercial y fue inmensamente aclamada por la crítica, que destacó la dirección, las actuaciones y especialmente el guion. La película ganó el BAFTA y Globo de Oro a la Mejor Película Extranjera y el Oscar al Mejor Guion Original (siendo la primera y, hasta la fecha, única película española en lograr esta hazaña) y marcando una de las únicas veces que una película de habla no inglesa ha encabezado la categoría. Desde entonces, está considerada una de las mejores películas españolas de la historia, una de las mejores películas de 2002, de los 2000, una de las grandes películas del siglo XXI y el magnus opus de Pedro Almodóvar.

## Argumento
Benigno, un enfermero, y Marco, un escritor maduro, coinciden en un espectáculo de Pina Bausch, Café Müller. En el escenario, dos mujeres con los ojos cerrados y los brazos extendidos se mueven al compás de La reina de las hadas, de Henry Purcell. La emoción de Marco es tal que rompe a llorar. Meses más tarde, los dos hombres vuelven a encontrarse en la clínica privada El Bosque, donde Benigno trabaja. Lydia, la novia de Marco, torera de profesión, está en coma después de sufrir una cogida de un toro, mientras que Alicia, una joven bailarina, ha sufrido un accidente automovilístico debido al cual quedó en coma, teniendo a Benigno como su enfermero.

## Comentario crítico
La película, que fue rodada entre Madrid y Córdoba, muestra a dos hombres que se enfrentan a la soledad de la manera más cruda y cruel que puedan imaginarse. Dos almas heridas por el azar del destino, dos espíritus aparentemente muertos y convalecientes en camas hospitalarias a la espera de un milagro sobrenatural. La incomunicación, la soledad, la amistad y la pasión irracional son temas de plena efervescencia en Hable con ella; la película de Pedro Almodóvar se centra principalmente en la vida de esos dos hombres.

## Reparto
- Javier Cámara como Benigno Martín, enfermero
- Darío Grandinetti como Marco Zuluaga, periodista y escritor de guías turísticas
- Leonor Watling como Alicia Roncero, paciente en coma
- Rosario Flores como Lydia González, torera
- Mariola Fuentes como Rosa
- Geraldine Chaplin como Katerina Bilova, profesora de baile de Alicia
- Adolfo Fernández como el Niño de Valencia, torero
- Ana Fernández como la hermana de Lydia
- Lola Dueñas como Matilde, enfermera
- Carmen Machi como enfermera jefe
- Roberto Álvarez como doctor Vega
- Elena Anaya como Ángela, exnovia de Marco
- Paz Vega como Amparo, personaje del cortometraje mudo Amante menguante
- Fele Martínez como Alfredo,  personaje del cortometraje mudo Amante menguante
- Sonia Grande como madre de Alfredo, personaje del cortometraje mudo Amante menguante
- Chus Lampreave como portera del edificio de Benigno
- Pina Bausch como bailarina del Café Müller
- Malou Airaudo como bailarín del Café Müller
- Caetano Veloso como él mismo
- Juan Carlos Martínez Antuña como mozo de espadas en la  corrida toros
- Helio Pedregal como padre de Alicia
- José Sancho como agente del niño de Valencia
- Beatriz Santiago como enfermera
- Mamen Segovia como enfermera
- Ismael Martínez como enfermero
- Joserra Caldiñanos como director del hospital
- Juan Fernández como director de la prisión
- Loles León como presentadora de TV
- Agustín Almodóvar como sacerdote
- Jaime Fernández-Cid Buscató como sacristán
- Carlos García Cambero como cuñado de Lydia
- Ben Lindbergh como Ben
- Adela Donamaría como recepcionista del psiquiatra.
- Michel Ruben como abogado
- Yuyi Beringola como recepcionista del abogado
- Lola García como recepcionista del hospital
- Carlos Miguel Miguel como Oficial
- Esther García como oficial
- Ángel Infantes como Yiyo
- Paola Dominguín como invitada a la fiesta

## Recepción y crítica
Hable con ella se estrenó el 15 de marzo de 2002 en las salas españolas. El preestreno fue ante más de 500 estudiantes de Comunicación Audiovisual de la Universidad Complutense de Madrid, donde fue bien recibida. Esto decía el director a la prensa en promoción de Hable con ella: “Es una película que tiene que ver con los afectos, la enfermedad y la muerte. Y está protagonizada por los hombres, así que ya no podrán decir que sólo sé dirigir a mujeres. Hay más misterio en las lágrimas masculinas que en las femeninas. Al parecer, los hombres me inspiran tragedias”.
El recibimiento general del filme fue bueno, sobre todo en el extranjero, donde cosechó importantes premios como el Oscar al mejor guion original y una nominación a mejor director, el Globo de Oro al mejor film extranjero y dos premios BAFTA, al mejor guion original y al mejor film extranjero. Contrariamente, en España, donde llegó a recaudar 6.208.691,42 euros, recibió menos nominaciones, ya que la Academia Española no la seleccionó para representarla en los Óscar en favor de Los lunes al sol, filme que finalmente ganaría los Premios Goya a mejor película y dirección, entre otros. Hable con ella ganó el premio a la Mejor Música Original en esa ceremonia.
A escala mundial fue bien recibida por la crítica. A continuación se destacan algunas significativas críticas al filme de Almodóvar recogidas de su página oficial:
- "Con Todo sobre mi madre, Almodóvar parecía haber llegado al tope de su inspiración poética. Pero Hable con ella es todavía más fuerte y emocionante (...) Hay más emoción en muchos pasajes de Hable con ella, la mejor película del año (y no sólo del año), que en toda la quiniela de los Óscar. Una obra maestra en estos años tan avaros." Curzio Maltese, DONNA, Italia.
- "(...) La crítica suele tener reparos en utilizar la expresión "Obra maestra", pero en el caso de Hable con ella uno puede atreverse: la nueva película de Pedro Almodóvar es sencillamente bellísima." Natalia Aspesi. LA REPÚBLICA, Italia.
- "Filmar la muerte es, a veces, la forma más bella de hablar de la vida. Gracias, Pedro." PREMIERE, Francia.
- "(...) Con cada una de sus películas consigue superar a la anterior, que en su momento ya juzgamos insuperable." LE NOUVEL OBSERVATEUR, Francia.

## Premios y nominaciones
75.º edición de los Premios Óscar
| Categoría            | Nominado(a)     | Resultado |
| -------------------- | --------------- | --------- |
| Mejor director       | Pedro Almodóvar | Nominado  |
| Mejor guion original | Pedro Almodóvar | Ganador   |

Premios Globo de Oro de 2002
| Categoría                           | Resultado |
| ----------------------------------- | --------- |
| Mejor película en lengua no inglesa | Ganadora  |

Medallas del Círculo de Escritores Cinematográficos de 2002
| Categoría    | Nominado(a)      | Resultado |
| ------------ | ---------------- | --------- |
| Mejor música | Alberto Iglesias | Ganador   |

Hable con ella también fue galardonada con otros premios internacionales. Consiguió siete nominaciones en la XVII edición de los Premios Goya, pero finalmente solo logró uno, el de mejor banda sonora.
- 2003: 2 Premios BAFTA:[8] Mejor película de habla no inglesa y guion original
- 2002: Premios Goya: Mejor música. 7 nominaciones
- 2002: NBR - Asociación de Críticos de Estados Unidos: Mejor Película Extranjera
- 2002: Asociación de Críticos de Los Ángeles: Mejor director
- 2003: Premio César:[9] Mejor película europea
- 2002: Nominada al David de Donatello: Mejor película extranjera
- 2002: 5 Premios del Cine Europeo:[10] Mejor Película, Mejor Director, Mejor Guion Original, Premios del Público al Mejor Director y al Mejor Actor (Javier Cámara).
- 2003: Nominada a Critics' Choice Awards: Mejor película de habla no inglesa
- 2003: Círculo de Críticos de Nueva York: Segundo premio a Mejor Película Extranjera, Segundo Premio a Mejor Director y Tercer premio a Mejor Película.
- 2003: National Board of Review: Premio Mejor Película Extranjera.
- 2003: Asociación de Críticos Cinematográficos Argentinos: Premio Cóndor de Plata a la Mejor Película Extranjera.
- 2003: Festival Internacional de Cine de Bangkok: Premio a la mejor película y al mejor director.
- 2003: Gran Premio de Cine de Brasil a la Mejor Película Extranjera.
- 2003: Czech Lions: Premio a la mejor película extranjera.
- 2003: Asociación de Cronistas de Espectáculos de Nueva York: Premio al mejor director y a mejor actriz secundaria (Geraldine Chaplin).
- 2003: Satellite Awards: Premio a la mejor película extranjera y al mejor guion original.
- 2003: Círculo de Críticos de Vancouver: Premio a la mejor película extranjera.